# Solgrimmia
Solgrimmia (Grimmia montana) är en bladmossart som beskrevs av Bruch och W. P. Schimper in B.S.G. 1845. Solgrimmia ingår i släktet grimmior, och familjen Grimmiaceae. Enligt den finländska rödlistan är arten nära hotad i Finland. Arten är reproducerande i Sverige. Artens livsmiljö är andra solbelysta klippor. Inga underarter finns listade i Catalogue of Life.